# Passiflora colimensis
Passiflora colimensis là một loài thực vật có hoa trong họ Lạc tiên. Loài này được Mast. & Rose mô tả khoa học đầu tiên năm 1899.